# Телескоп горизонту подій
Телескоп горизонту подій (ТГП; англ. Event Horizon Telescope, EHT) — проєкт зі створення великого масиву телескопів, який складається із глобальної мережі радіотелескопів і об'єднує дані з декількох станцій інтерферометрії з наддовгою базою по всій Землі. Метою проєкту є спостереження за безпосереднім оточенням надмасивної чорної діри Стрілець А* в центрі Чумацького шляху, а також за ще більшою чорної дірою в центрі надвелетенської еліптичної галактики Мессьє 87 з кутовою роздільністю, яка сумірна з горизонтом подій чорної діри.

## Мессьє 87

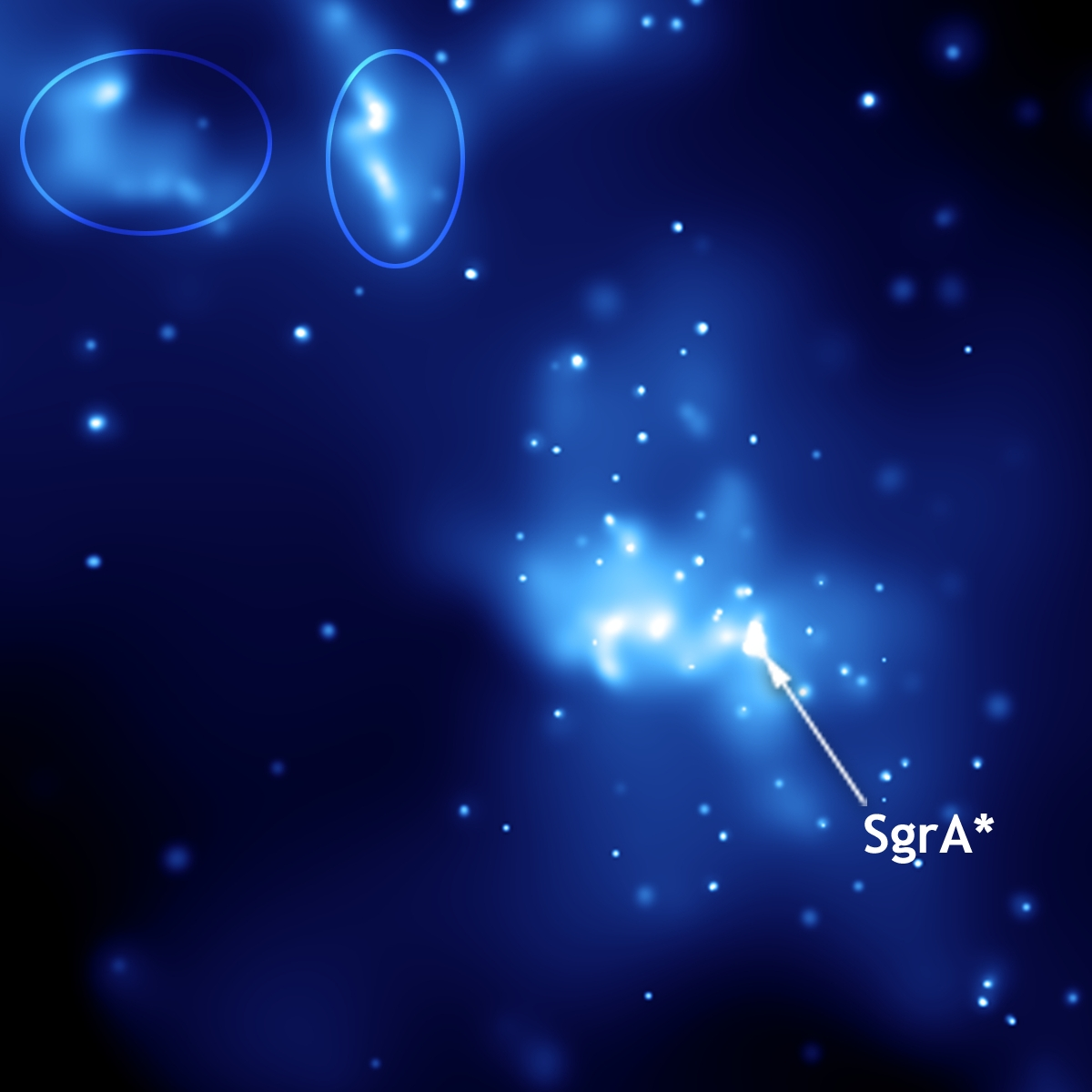
М'яке рентгенівське зображення Sgr A* (по центру) та два світлова луна від нещодавнього вибуху (обведені)

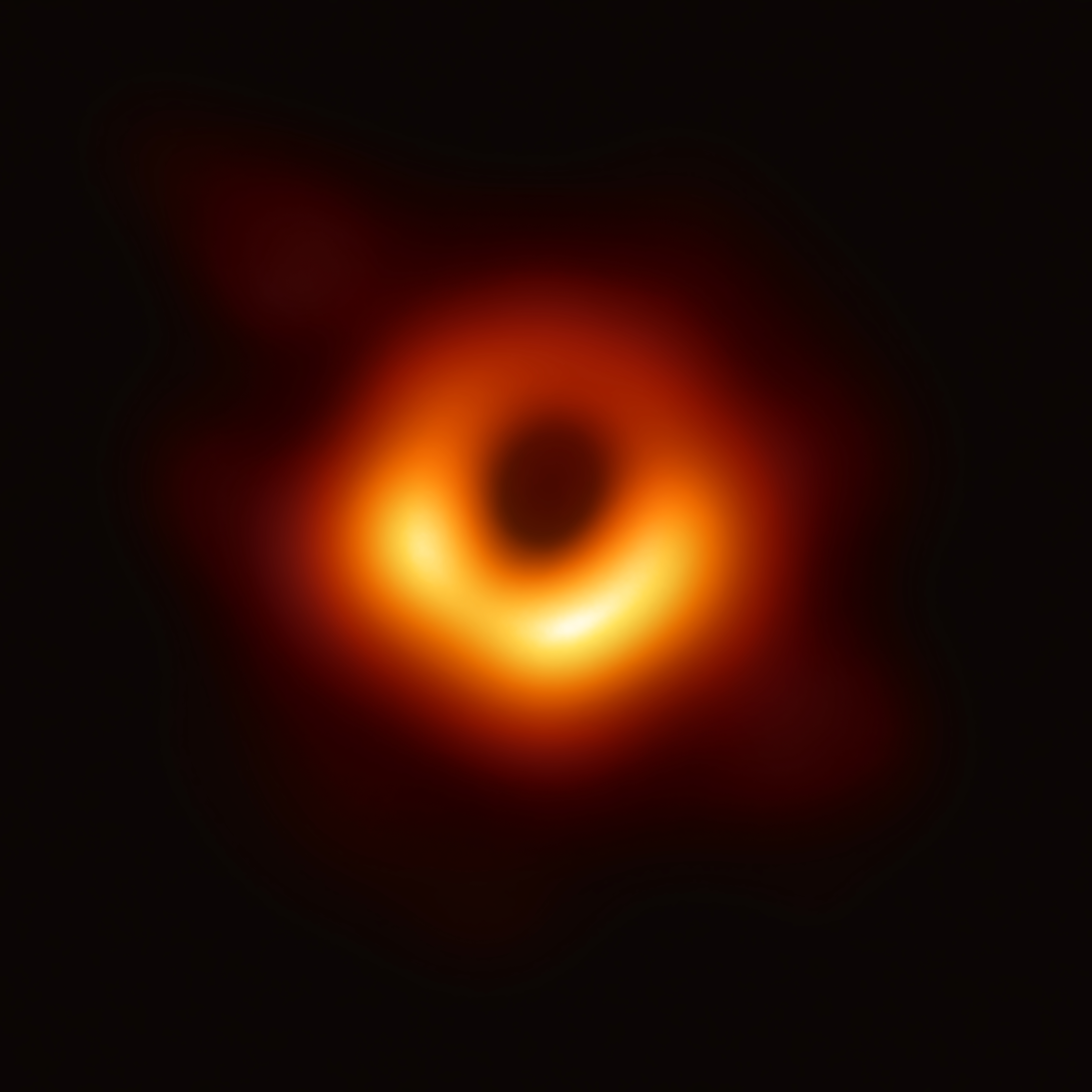
Перше зображення чорної діри, отримане у рамках проєкту «Телескоп горизонту подій»

Перше зображення надмасивної чорної діри в центрі галактики Мессьє 87 команда ТГП опублікувала 10 квітня 2019 року. Чорній дірі дали назву Повегі, що гавайською мовою означає «прикрашене темне джерело нескінченного творення». Масив телескопів здійснив спостереження із довжиною хвиль 1,3 мм та теоретичною дифракційно обмеженою роздільністю 25 кутових мікросекунд.
Зображення були створені незалежно чотирма командами, щоб оцінити достовірність результатів. Використовувалися і визнаний алгоритм в радіоастрономії як CLEAN, винайдений Яном Геґбом (швед. Jan Högbom), і такий прогресивний метод обробки даних як TRANS-Form CHIRP алгоритм , створений Кетрін Бауман та іншими. Зрештою було використано регуляторний алгоритм максимальної правдоподібності 1986 року Нараяна і Нітьянанда (англ. Narayan & Nityananda's 1986 regularized maximum likelihood algorithm та CLEAN algorithm.
Майбутні плани команди передбачають поліпшення роздільності масиву телескопів шляхом додання нових телескопів і здійснення спостережень із коротшими довжинами хвиль.

## Стрілець А*
У травні 2022 було опубліковане зображення надмасивної чорної діри Стрілець А*, яка знаходиться в центрі нашої Галактики.

## Чит. також
- Нетехнічна інформація: The Black Hole at the Center of Our Galaxy (2001), Fulvio Melia[en] (Princeton University Press), ISBN 0691095051
- Технічна інформація: The Galactic Supermassive Black Hole (2008), Fulvio Melia[en] (Princeton University Press), ASIN B008VQXCN2